# Roc Famós
El Roc Famós és una muntanya de 573.5 metres del terme comunal vallespirenc de Ceret, a la Catalunya del Nord.
Està situat a migdia del Mas d'en Blasi, al sud-est de la vila de Ceret, dins de l'antic terme de Palol. En el seu cim hi ha col·locada l'Estela de Carles Sabater.